# Onthophagus minutissimus
Onthophagus minutissimus là một loài bọ cánh cứng trong họ Bọ hung (Scarabaeidae).